# Бернар де Фуа
Бернар де Фуа, Бернардо де Беарн или Бернардо де Фуа (? — 1381) — дворянин французского происхождения, получивший титул графа Мединасели в Кастилии и ставший основателем дома Мединасели (1368).

## Биография
Внебрачный сын Гастона Феба (1331—1391), 11-го графа Фуа (1343—1391), и Каталины Рабат. Первоначально названный Бернардо Беарнским, он был признан своим отцом (и узаконен в Авиньоне буллой папы Григория XI от 17 сентября 1371 г.), предоставив ему право использовать родовую фамилию, хотя, как незаконнорожденный, он был исключен от права на наследство. 
Сражался в Первой кастильской гражданской войне на службе у графа Энрике де Трастамара в его борьбе против старшего брата, короля Кастилии Педро Жестокого, за службу, за которую он получил графство Мединасели.
Он женился в Севилье 14 сентября 1370 года на Изабелле де ла Серда (ок. 1327—1385), сеньоре Эль-Пуэрто-де-Санта-Мария, дочери Луиса де ла Серда (1291—1348), и Леонор Перес де Гусман-и-Коронель, правнучке Фернандо де ла Серда, инфанте Кастилии, и внучке Гусмана эль-Буэно, 1-го сеньора Санлукар-де-Баррамеда. У супругов было двое детей:
- Гастон де Беарн[исп.] (1371—1404), граф Мединасели с 1381 года.
- Мария де Беарн (умерла в 1381).

Бернардо был похоронен в монастыре Санта-Мария-де-Уэрта, в провинции Сория.